# 达吕伊
达吕伊（法語：Daluis）是法国滨海阿尔卑斯省的一个市镇，属于尼斯区（Nice）吉洛梅县（Guillaumes）。该市镇2009年时的人口为146人。

## 人口
达吕伊人口变化图示
| 数据来源：INSEE |